# 에벨린 쉴나크
에벨린 쉴나크(독일어: Evelin Schlnaak, 1956년 3월 28일 ~ )는 전 동독의 원반던지기 선수로, 하계 올림픽 2연승을 하였다.
작센주 안네베르크-부흐홀츠 출신으로 1976년 몬트리올 올림픽에서 놀랍게도 세계 기록 보유자이자, 명백한 우승 후보로 보이던 파이나 멜니크를 꺾고 첫 금메달을 획득하였다. 1978년에는 세계신기록을 세우고 유럽 선수권 대회를 우승하기도 하였다.
2년 후, 모스크바 올림픽에서도 2연승을 한 쉴나크는 자신의 세계 기록을 향상시켰다.
1982년 부상을 당한 후, 프로 스포츠에서 은퇴하였다.
후에 동독 육상 협회에서 위원회의 의장이 되었다.